# هلن پریش
هلن پریش (انگلیسی: Helen Parrish; ۱۲ مارس ۱۹۲۴ – ۲۲ فوریهٔ ۱۹۵۹) هنرپیشه اهل ایالات متحده آمریکا بود.